# Enid Blyton
Enid Mary Blyton, także Mary Pollock (ur. 11 sierpnia 1897 w Londynie, zm. 28 listopada 1968 tamże) – angielska pisarka tworząca głównie książki dla dzieci i młodzieży.
Na podstawie jej biografii powstał film „Enid” (2009).

## Życiorys
Blyton urodziła się 11 sierpnia 1897 w East Dulwich w Londynie. Była najstarszym dzieckiem Thomasa Careya Blytona (1870 – 1920), sprzedawcy, oraz jego żony, Theresy Mary z domu Harrison (1874 – 1950). Miała dwóch młodszych braci, Hanly’ego i Careya, którzy urodzili się już po przeprowadzce rodziny na przedmieścia Beckenham. Od 1907 do 1915 r. Blyton uczyła się w St. Christopher’s School w Beckenham. Była utalentowaną pianistką, ale porzuciła swą muzyczną edukację, gdy odbywała praktyki jako nauczyciel w Ipswich High School.
Przez pięć lat uczyła w Bickley, Surbiton i Chessington, a w wolnym czasie pisała. Jej pierwsza książka, zbiór wierszy Child Whispers, została opublikowana w 1922.
28 sierpnia 1924 Blyton wyszła za mąż za Hugh Alexandra Pollocka (1888 – 1971), redaktora wydziału książek w firmie wydawniczej George’a Newnesa, który w tym samym roku opublikował dwie z jej powieści. Para przeprowadziła się do to Buckinghamshire, a następnie do Beaconsfield. Mieli dwoje dzieci: Gillian Mary Baverstock (15 lipca 1931 – 24 czerwca 2007) i Imogen Mary Smallwood (ur. 27 października 1935).
W połowie lat 30. Blyton przeszła przez duchowy kryzys. Sprzeciwiła się wstępowaniu do Kościoła katolickiego z Kościoła anglikańskiego, ponieważ twierdziła, że był „zbyt restrykcyjny”. Choć rzadko uczęszczała na msze, obie jej córki zostały ochrzczone w anglikańskiej wierze i chodziły do lokalnej szkółki niedzielnej.
Do 1939 jej małżeństwo z Pollockiem przechodziło trudności. W 1941 spotkała Kenetha Frasera Darrella Watersa, londyńskiego chirurga, z którym przyjaźń szybko przekształciła się w związek. Oboje się rozwiedli, po czym wzięli ślub w Urzędzie Stanu Cywilnego w City of Westminster 20 października 1943. Pollock również się ożenił i miał nikły kontakt z córkami, więc Blyton zmieniła ich nazwiska na Darrell Waters. Drugie małżeństwo pisarki było szczęśliwe: pisarka odnalazła się w roli żony lekarza, żyjąc z nim i z dwiema córkami w Beaconsfield.
Mąż Blyton zmarł w 1967. Podczas kolejnych miesięcy pisarka zachorowała na chorobę Alzheimera i na trzy miesiące przed śmiercią przeniesiono ją do domu opieki. Zmarła w Greenways Nursing Home w Londynie 28 listopada 1968 w wieku 71 lat i została skremowana w Golders Green Crematorium, gdzie pozostały jej prochy.

## Wybrane dzieła

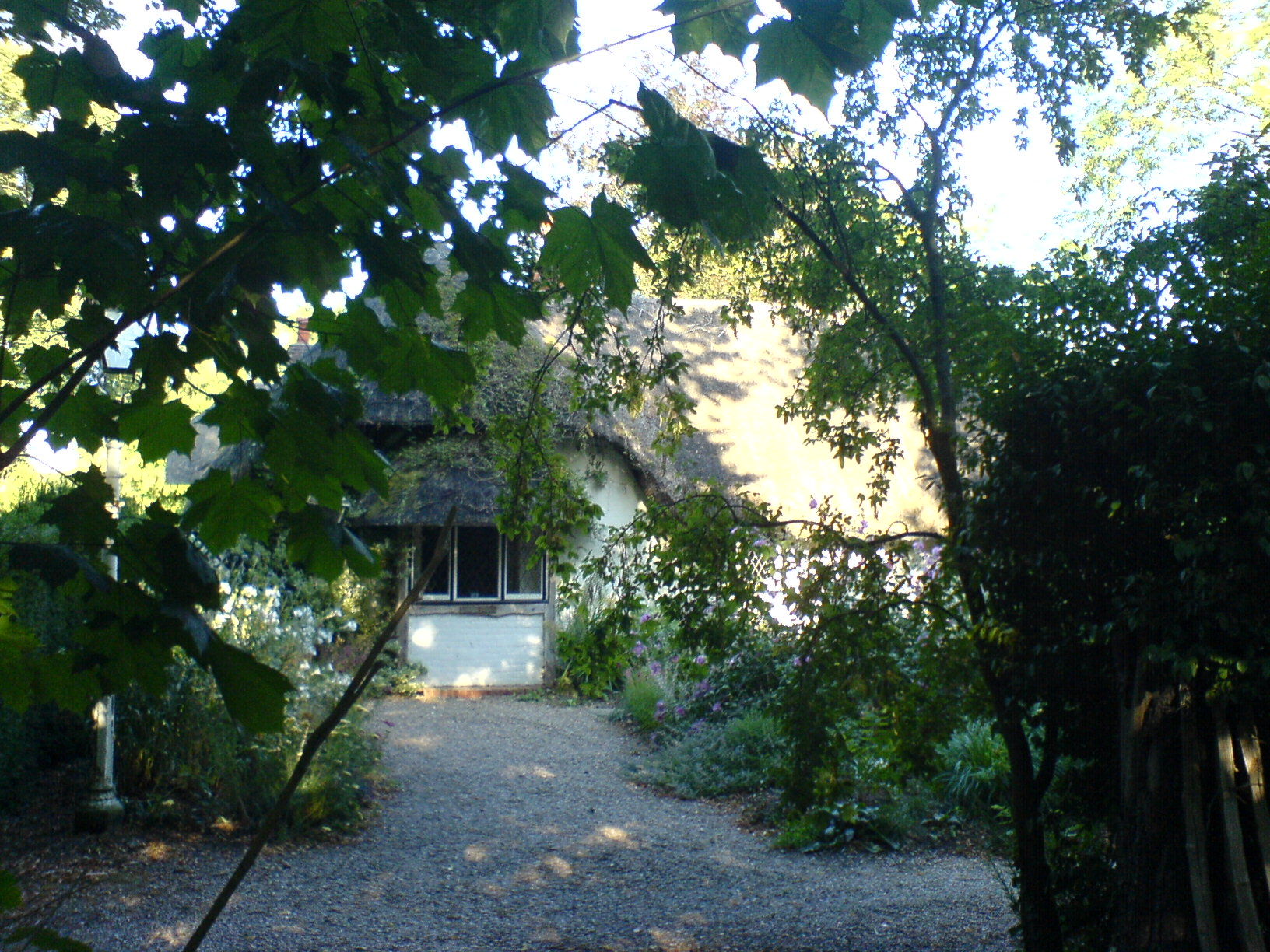
Dom Enid Blyton

### The Adventure Series
- The Island of Adventure
- The Castle of Adventure
- The Valley of Adventure
- The Mountain of Adventure
- The Sea of Adventure
- The Circus of Adventure
- The River of Adventure

### The Barney Mysteries
- Tajemnica pałacu w Rockingdown (ang. The Rockingdown Mystery)[4]
- Tajemnica zielonych rękawiczek (ang. The Rilloby Fair Mystery)
- The Ring O’Bells Mystery
- The Rubadaub Mystery
- The Rat-A-Tat Mystery
- The Ragamuffin Mystery

### The Circus Series
- Mr. Galliano’s Circus
- Hurrah for the Circus
- Circus Days Again
- Come to the Circus

### The Famous Five
- Five On a Treasure Island
- Five Go Adventuring Again
- Five Run Away Together
- Five Go To Smuggler’s Top
- Five Go Off In a Caravan
- Five On Kirrin Island Again
- Five Go Off to Camp
- Five Get Into Trouble
- Five Fall Into Adventure
- Five On a Hike Together
- Five Have a Wonderful Time
- Five Go Down to the Sea
- Five Go to Mystery Moor
- Five Have Plenty of Fun
- Five On a Secret Trail
- Five Go to Billycock Hill
- Five Get Into a Fix
- Five on Finniston Farm
- Five Go to Demon’s Rocks
- Five Have a Mystery to Solve
- Five Are Together Again

### The Five Find-Outers and Dog
- The Mystery of the Burnt Cottage
- The Mystery of the Strange Bundle

### The Magic Faraway Tree
- The Enchanted Wood

### Malory Towers
- Pierwszy semestr w Malory Towers (ang. First Term at Malory Towers)[5]
- Druga klasa w Malory Towers  (ang. Second Form at Malory Towers)
- Third Year at Malory Towers
- Upper Fourth at Malory Towers
- In the Fifth at Malory Towers
- Last Term at Malory Towers

### St. Clare’s
- Niezwykły rok bliźniaczek (ang. The Twins at St. Clare’s)
- The O’Sullivan Twins
- Summer Term at St. Clare’s
- Second Form at St. Clare’s
- Claudine at St. Clare’s
- Fifth Formers of St. Clare’s

### Six Cousins
- Six Cousins at Mistletoe Farm
- Six Cousins Again

### The Naughtiest Girl
- The Naughtiest Girl in the School
- The Naughtiest Girl Again
- The Naughtiest Girl is a Monitor

### Noddy
- Dzień pełen wrażeń (ang. Busy little Noddy)
- Najlepszy przyjaciel (ang. Noddy lends a hand)
- Nowa praca Noddy'ego (ang. Noddy’s perfect job)

### Amelia Jane
- Naughty Amelia Jane
- Amelia Jane Again

### The Secret Series
- The Secret Island
- The Secret of Spiggy Holes
- The Secret Mountain
- The Secret of Killimooin
- The Secret of Moon Castle